# Kalju Saaber
Kalju Saaber (* 11. Oktober 1944 auf dem Hof Kalmu, Dorf Inju-Aruvälja, heute Landgemeinde Vinni, Estland) ist ein estnischer Schriftsteller.

## Leben
Kalju Saaber besuchte Schulen in Paide und Rakvere. Anschließend war er in einem forstwirtschaftlichen Kombinat in Rakvere tätig. Er schloss 1963 die Mittelschule für jugendliche Arbeiter in Rakvere ab.
Von 1964 bis 1967 studierte Saaber Geschichte an der Staatlichen Universität Tartu. Wegen einer schweren Erkrankung konnte er die Universität nicht mit einem Abschluss verlassen.
Seit 1968 ist Saaber als freischaffender Schriftsteller tätig. Er hat zahlreiche Novellen und Romane vorgelegt. 1979 trat er dem Estnischen Schriftstellerverband bei.
Saaber lebt in Rakvere. Er beschäftigt sich neben seiner schriftstellerischen Tätigkeit intensiv mit der Lokalgeschichte seiner Heimatregion Virumaa.

## Belletristische Werke (Auswahl)
- Romeo, Julia ja õhuhäire (Novellensammlung, 1972)
- Hellase kõrb (Novellensammlung, 1975)
- Raske vesi (Roman, 1976)
- Mees, naine ja bernhardiin (Erzählung, 1978)
- Meri. Impressioon (Novellensammlung, 1978)
- Härgamisi (Roman, 1980)
- Kahe kodu ballaad (Erzählungen, 1980)
- Virumaa leib (Drama, 1980)
- Nille, Värten ja Peopesa (Kinderbuch, 1981)
- Kaimude raamat I (Publizistik und Reisebriefe 1974–1980, 1982)
- Puulane ja Tohtlane (Roman, 1983)
- On (Kinderbuch, 1984)
- Kaimude raamat II (Publizistik und Reisebriefe 1979–1985, 1986)
- Prantsuse kingad. Virumaa leib (Novellensammlung, 1986)
- Hiiehobune (Roman, 1989)
- Punaselageda saaga (Roman, 1991)
- Saurusesuvi (Kinderbuch, 1993)
- Luukere Atu (Roman, 2001)
- Haruldast tõugu issi (Novellensammlung, 2004)
- Issanda loomaaed. Viru sektor (Novellensammlung, 2007)
- Lepatriinu asfaldil (Kinderbuch, 2007)
- Meister tegi, hästi tegi (Novellensammlung, 2007)
- Palju väikseid virmalisi (Kinderbuch, 2007)